# Here in the Real World
Here in the Real World è il primo album in studio del cantante di musica country statunitense Alan Jackson, pubblicato nel 1990.

## Tracce
1. Ace of Hearts – 3:06 (Carson Chamberlain, Ron Moore, Lonnie Wilson)
2. Here in the Real World – 3:36 (Mark Irwin, Alan Jackson)
3. Blue Blooded Woman – 2:14 (Jackson, Roger Murrah, Keith Stegall)
4. Wanted – 2:59 (Jackson, Charlie Craig)
5. Chasin' That Neon Rainbow – 3:06 (Jackson, Jim McBride)
6. She Don't Get the Blues – 2:46 (Jackson, McBride)
7. I'd Love You All Over Again – 3:11 (Jackson)
8. Dog River Blues – 2:20 (Jackson)
9. Home – 3:18 (Jackson)
10. Short Sweet Ride – 2:29 (Jackson, McBride)